# Fatałowski Potok
Fatałowski Potok (Fataloszka, Fatułówka) – potok, lewobrzeżny dopływ Mochnaczki o długości 5,82 km i powierzchni zlewni 5,85 km².
Potok płynie na południowo-zachodnim skraju Beskidu Niskiego. Jego źródła znajdują się na wysokości ok. 730–760 m n.p.m. na południowych stokach Harniaków Wierchu i wschodnich Rozdziela. Spływa generalnie w kierunku południowo-wschodnim. Dolinka potoku dość szeroka, z wyjątkiem odcinka źródłowego niezalesiona. W dolnym biegu mocno meandruje. Nieco poniżej cerkwi w Mochnaczce Niżnej, na wysokości 620 m n.p.m. uchodzi do Mochnaczki.